# Skyline Plaza

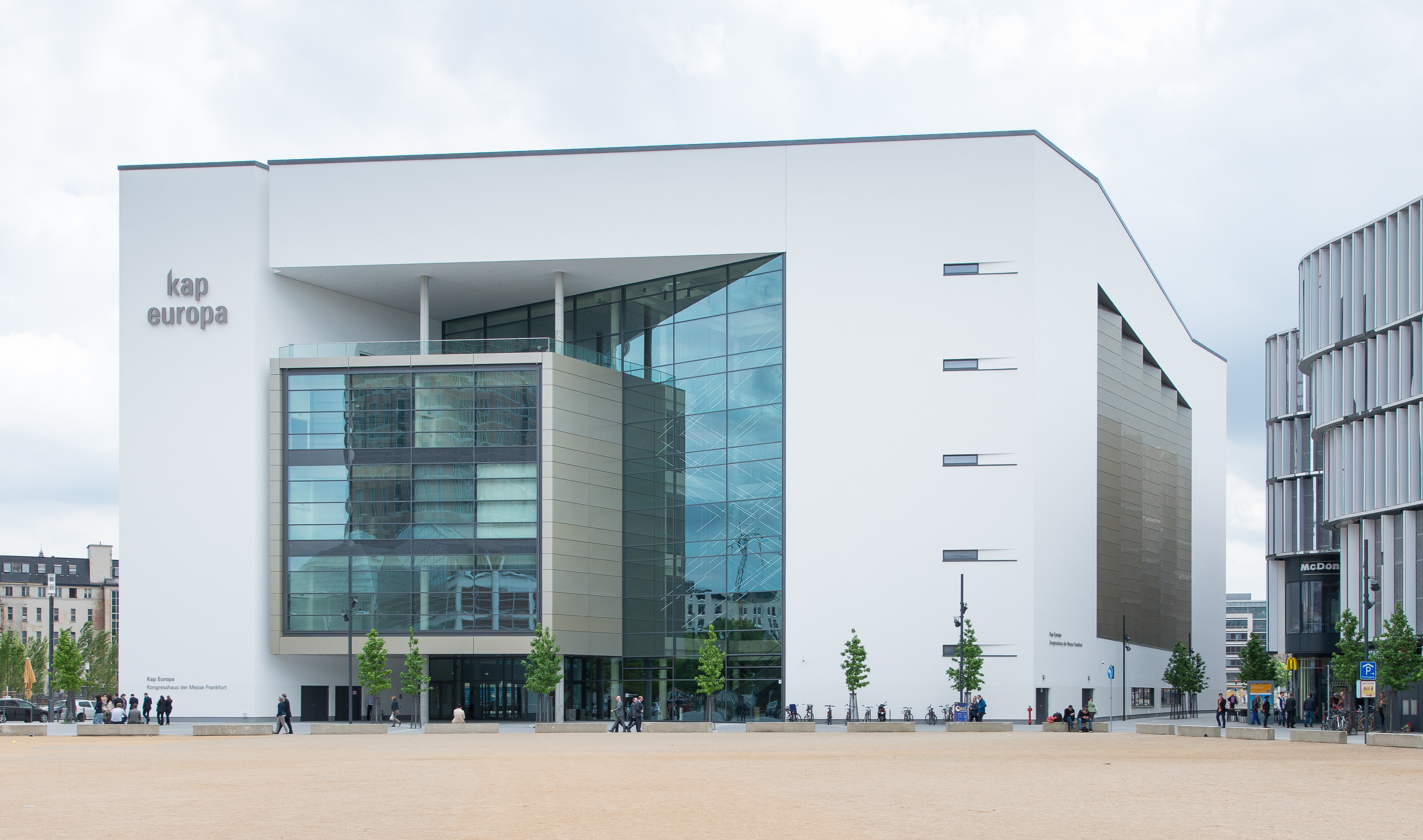
Kongresshaus Kap Europa

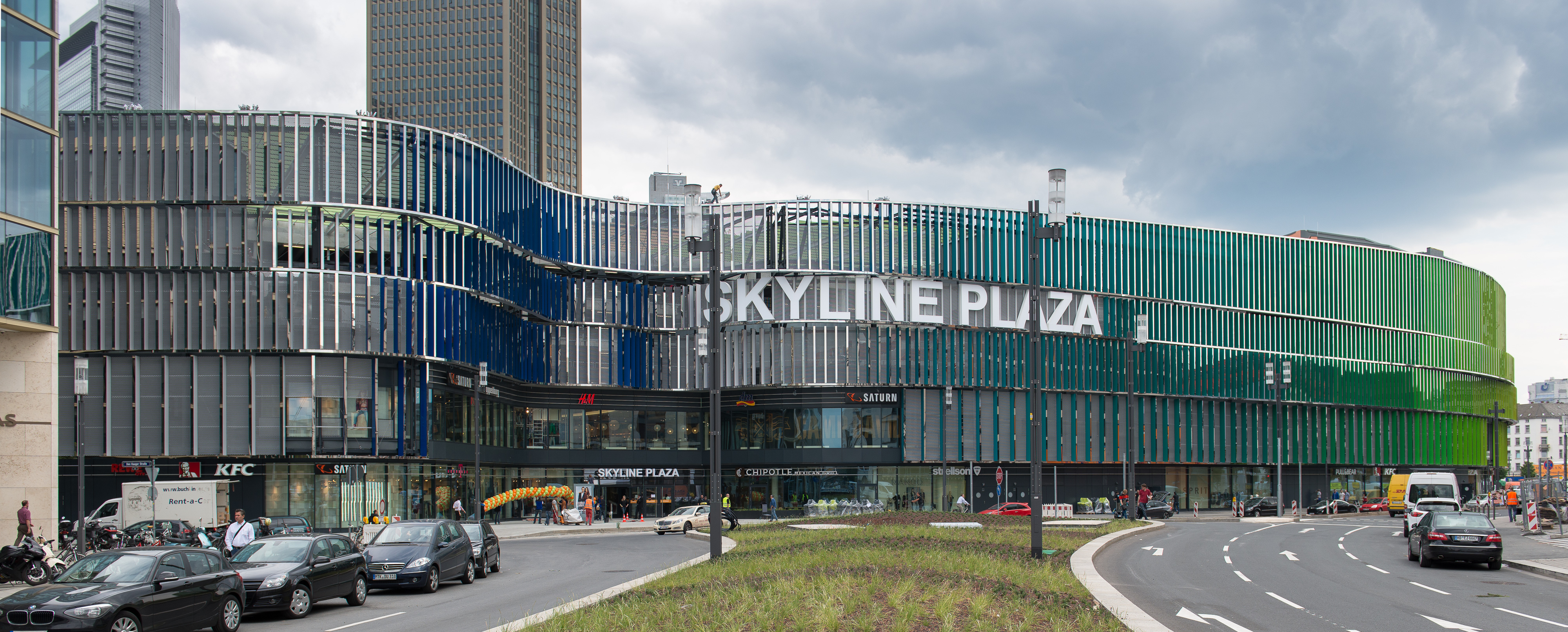
Westseite

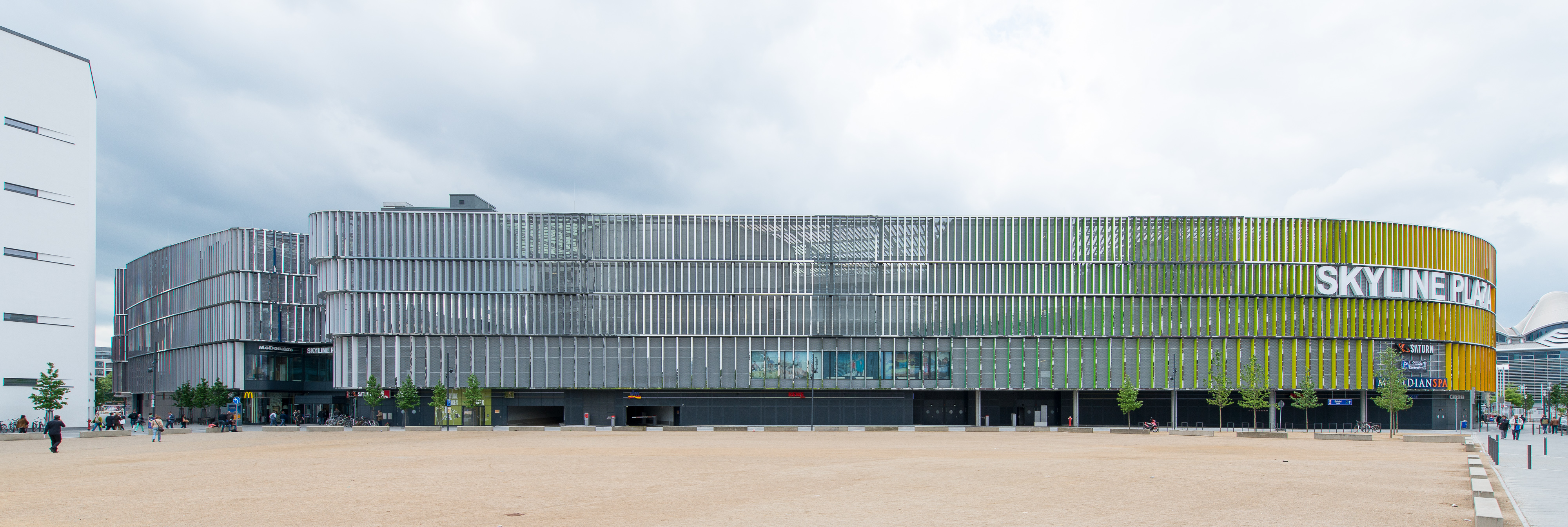
Lang gestreckte Ostseite (Auf der damaligen Freifläche befindet sich heute das Hochhaus ONE)

Das Skyline Plaza ist ein Gebäudekomplex in Frankfurt am Main, in dem sich neben dem namensgebenden Einkaufszentrum mit 170 Läden und Parkhaus ein MeridianSpa mit Fitness- und Wellnessbereich befindet. Räumlich getrennt, jedoch auf dem gleichen Baugrundstück, befinden sich das Kongresshaus Kap Europa der Messe Frankfurt und das Adina Apartment Hotel Frankfurt. Die Eröffnung des Einkaufszentrums erfolgte am 29. August 2013, der Fitness- und Wellnessbereich eröffnete am 1. Februar 2014. Das Kongresshaus wurde Ende Mai 2014 eröffnet, das Hotel eröffnete im Oktober 2016. Frühere Arbeitstitel des Komplexes lauteten Westend Plaza und Urban Entertainment Center Frankfurt.

## Lage
Das ovale Baugrundstück ist ein 47.000 m² großes östlich gelegenes Teilstück des ehemaligen Frankfurter Hauptgüterbahnhofs im Stadtteil Gallus und dominanter Eingangsteil des Neubaugebiets Europaviertel. Im Norden grenzt das Grundstück an das Messegelände, im Süden an den Güterplatz an der Mainzer Landstraße.

## Geschichte

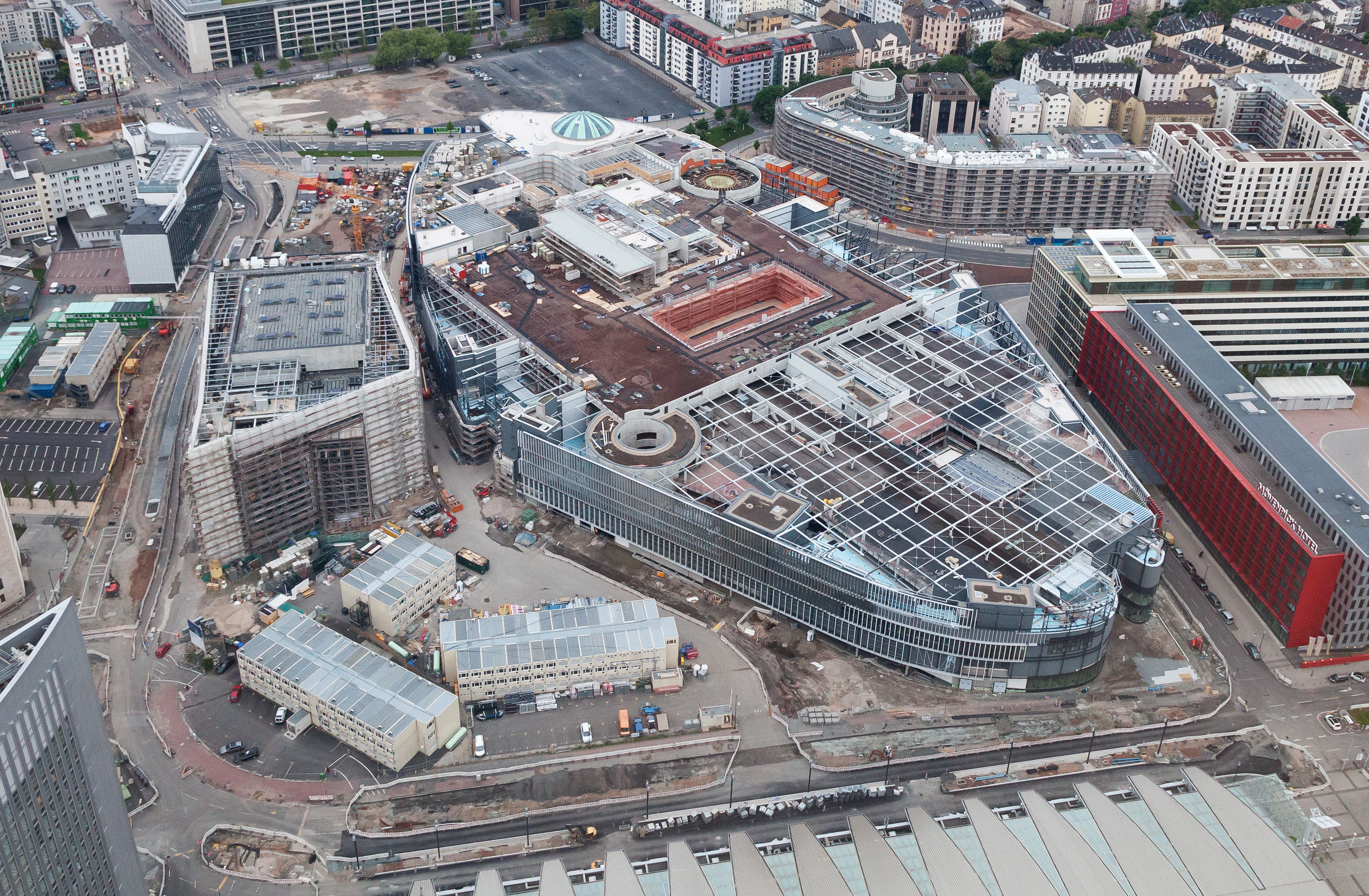
Baustelle von Skyline Plaza und Kongresshaus Kap Europa vom Messeturm aus gesehen (Mai 2013)

Die ersten Planungen eines Urban Entertainment Centers (UEC) nach amerikanischem Vorbild stammen aus den späten neunziger Jahren, nachdem die Deutsche Bahn 1996 beschlossen hatte, den Hauptgüterbahnhof mangels Auslastung zu schließen und das Gelände zu vermarkten. Im Mittelpunkt des UEC sollte als kulturelle Attraktion ein Musicaltheater der Stella AG stehen.
Das UEC wurde ursprünglich von einem Konsortium geplant, das neben dem Eigentümer des Grundstücks, der damaligen EIM und heutigen Vivico auch das kanadische Immobilienunternehmen TrizecHahn umfasste. Das damals mit 750 Millionen Euro Investitionssumme bezifferte UEC sollte aus einer sechs bis elf Etagen hohen Blockrandbebauung bestehen, die von insgesamt zwei Hochhäusern, einem Büro- und einem Hotelturm, überragt wird. Nachdem die auf Musical spezialisierte Stella AG im Jahr 2002 in Konkurs gegangen war und TrizecHahn sich aus Deutschland zurückgezogen hatte, konnte das ursprüngliche auch städtebaulich umstrittene Konzept nicht mehr realisiert werden.
Die auf Einkaufszentren spezialisierte ECE-Gruppe und Vivico konzipierten das UEC neu. Im UEC sollten sich nun ein Planetarium, ein Multiplex-Kino und andere Freizeiteinrichtungen wie eine Eislaufbahn oder eine Veranstaltungspiazza befinden. Um die neuen Attraktionen finanzieren zu können, wünschten sich die Investoren eine Ausweitung der Einzelhandelsflächen um 30 Prozent. Dies wurde von der Frankfurter Stadtverordnetenversammlung mehrheitlich abgelehnt und auf die Einhaltung des bestehenden städtebaulichen Vertrages aus dem Jahr 2001 verwiesen.
Im März 2008 stellten die Investoren Vivico und ECE sowie Frankfurts Oberbürgermeisterin Petra Roth und Baudezernent Edwin Schwarz (beide CDU) das in „Skyline Plaza“ umbenannte Projekt auf der Immobilienmesse MIPIM in Cannes vor. Statt des bisher geplanten Multiplex-Kinos sollte es nun neben dem dominanten Einkaufszentrum ein zweites Kongresshaus für die angrenzende Messe sowie weitere Einrichtungen für Wellness und Freizeit geben; eine Freizeitattraktion mit überregionaler Anziehungskraft war nicht mehr vorgesehen. Für ein Investitionsvolumen von 330 Millionen Euro sollten der Hotelturm, das Einkaufszentrum und das Kongresshaus zeitgleich gebaut werden, der Bau des Büroturms wurde zunächst zurückgestellt.
Im September 2008 beschloss die Frankfurter Stadtverordnetenversammlung einen Ergänzungsvertrag zum städtebaulichen Vertrag von 2001. Mit der Zustimmung konnte die vorliegende Bauvoranfrage positiv vom Magistrat beschieden werden.
Im Oktober 2010 reichten Vivico und ECE einen Bauantrag für das Einkaufszentrum ein, der für das Kongresshaus folgte im Dezember. Gleichzeitig wurde bekannt, dass das Unternehmen MeridianSpa den 9.000 m² großen Fitness- und Wellnessbereich im Skyline Plaza betreiben wird. Im März 2011 erteilte die Stadt Frankfurt die erste Teilbaugenehmigung für das Projekt. Am 1. Juni 2011 erfolgte der erste Spatenstich für die baulich zusammenhängenden Komplexe Einkaufszentrum und Kongresshaus, zeitgleich übergab Planungsdezernent Edwin Schwarz die endgültige Baugenehmigung an die Investoren.
Das Einkaufszentrum eröffnete im August 2013. Innerhalb weniger Monate beklagten sich die dort angesiedelten Einzelhändler über eine mangelnde Kundenfrequenz, die deutlich unter ihren Erwartungen lag. Erklärungen des Center-Managements zufolge hätte es im Vorfeld jedoch keine Prognosen gegeben, und die Besucherzahlen seien zufriedenstellend.

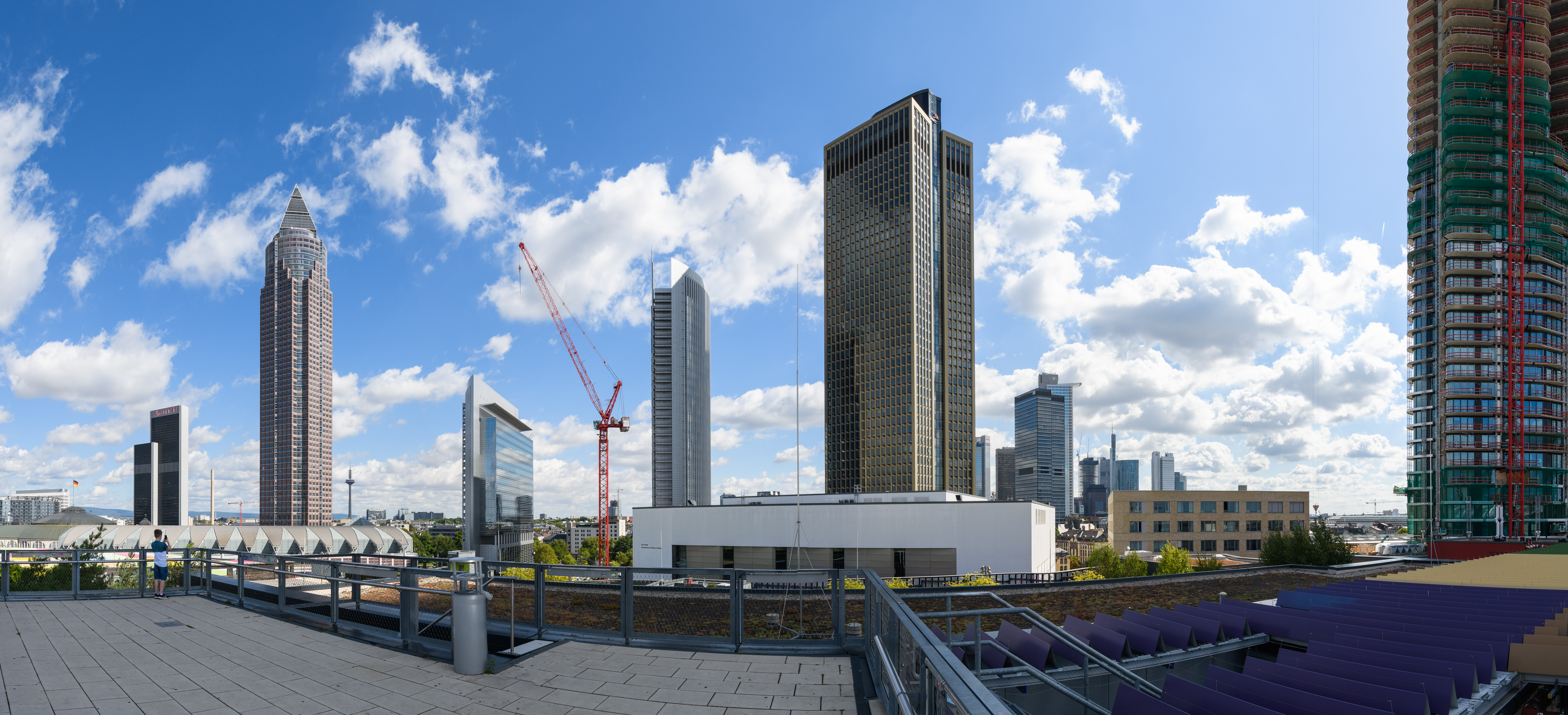
Blick auf die Frankfurter Skyline von der Dachterrasse des Skyline Plaza

## Die Gebäude

### EinkaufszentrumSkyline Plaza
Mit einer Verkaufsfläche von rund 38.000 m² und 170 Läden ist das Skyline Plaza ein für Frankfurter Verhältnisse mittelgroßes Einkaufszentrum. Wellness und Fitness nehmen weitere 9.000 m² ein, die Gastronomie 4.500 m². Ein weiteres Merkmal der Skyline Plaza
ist der Skyline Garden, eine 7.300 m² große öffentlich zugängliche Fläche auf dem Dach des Gebäudes, von deren Ausblick sich der Objektname ableitet. Hier befinden sich eine Grünanlage, kostenlose Freizeitangebote sowie eine über der Terrasse auf etwa 30 Meter Höhe liegende Aussichtsplattform, von der sich ein sehr guter Rundumblick auf das Westend bis hin zum Taunus bietet.
Bereits durch den im September 2008 beschlossenen Ergänzungsvertrag zum städtebaulichen Vertrag von 2001 wurde darauf verzichtet, dass im Einkaufszentrum ein Wohnanteil von 30 Prozent zu realisieren sei. Der geforderte Wohnanteil darf nun auch an anderer Stelle im Europaviertel entstehen. Die Projektentwickler Vivico und ECE veranschlagen für beide Vorhaben eine Bausumme von 360 Millionen Euro, wovon 40 Millionen auf das Kongresshaus entfallen.

### KongresshausKap Europa
Das nordöstlich des Einkaufszentrums gelegene Kongresshaus Kap Europa verfügt über 14 Tagungsräume mit einem großen Saal für 1000 Personen und einem kleinen Saal für über 600 Personen. Insgesamt stehen 7700 m² Veranstaltungsfläche mit Platz für bis zu 2400 Personen zur Verfügung. Die Messe Frankfurt wird ihr zweites Kongresshaus plus Grundstücksanteil zu einem nicht genannten Preis von den Investoren ECE und Vivico erwerben und auf eigenes Risiko betreiben. Die Investoren hatten sich zuvor gegenüber der Stadt Frankfurt dazu verpflichtet, die beiden Gebäude gleichzeitig zu errichten und zu betreiben. Das Kap Europa ging im Juni 2014 in Betrieb. Als einziges Gebäude der Messe Frankfurt liegt es außerhalb des abgegrenzten Messegeländes.

### HotelAdina Frankfurt Messe
Im Februar 2014 erwarb die australischen Toga Group ein Teilgrundstück östlich des Einkaufszentrums. Hier ist der Bau eines Hotelgebäudes mit 180 Studios und Apartments auf rund 11.500 m² Fläche geplant, die Eröffnung erfolgte im Herbst 2016.

### WohnhochhausGrand Tower
Auf einem im Südosten des Areals gelegenen Teilgrundstück steht der Grand Tower (Arbeitstitel: Tower 2), welcher mit 172 Metern das derzeit höchste reine Wohngebäude Deutschlands ist. Dies entspricht der maximalen Ausnutzung, die der Hochhausrahmenplan der Stadt Frankfurt aus dem Jahre 1998 erlaubt. Das Gebäude enthält 413 Eigentumswohnungen auf 47 Stockwerken. Der Projektentwickler erwarb das rund 3.200 Quadratmeter große Grundstück 2013. Ende April 2014 wurde das Ergebnis eines Architekturwettbewerbs für den Wohnturm veröffentlicht. Der Bau begann im Februar 2016 und soll 2019 abgeschlossen sein. Der Wohnturm wurde im Juni 2020 fertiggestellt.
Ursprünglich sollte auf dem Grundstück nach einem Entwurf des Architekturbüros UNStudio ein 113 Meter hoher Hotelturm für die Global Hyatt Corporation entstehen. Aus einem bereits 2008 geschlossenen Betreibervertrag für ein Grand Hyatt Frankfurt zog sich Hyatt im Mai 2013 jedoch zurück.

### Hotel- und BürohochhausONE
An der nördlichen Ecke des Grundstücks, gegenüber dem Platz der Einheit mit den Hochhäusern Kastor und Pollux entstand von 2017 bis 2022 das Hotel- und Bürohochhaus ONE (Arbeitstitel: Tower 1), das den Eingang zum Europaviertel markieren soll.
Die ursprüngliche Planung eines 212 m hohen Bürohochhauses des französischen Architekten Jean Nouvel wurde aufgegeben. Aus einem Architektenwettbewerb ging im Oktober 2014 das Frankfurter Büro Meurer Architekten als Sieger hervor. Der Entwurf sah ein 185 Meter hohes Hotel- und Bürohochhaus sowie ein Nebengebäude vor. Der Baubeginn des geplant 190 Meter hohen Gebäudes erfolgte im Sommer 2017, die Eröffnung erfolgte im Juni 2022. Die unteren 14 Etagen werden als Hotel mit Restaurant und Konferenzbereich genutzt, die oberen Etagen sind als Büroflächen konzipiert. Es soll eine gemeinschaftlich genutzte Lobby, einen in der 15./16. Etage angesiedelten Coworkingbereich und eine Skybar auf 190 Metern Höhe geben.

## Verkehrsanbindung
Das Skyline Plaza ist durch öffentliche Verkehrsmittel angebunden. In etwa 600 Metern Entfernung verkehren die U-Bahn-Linie U4, die Straßenbahnlinien 16 und 17, die Buslinie 50 und die Nachtbuslinien N4 und N16 (Station Festhalle/Messe) sowie die Straßenbahnlinien 11, 14 und 21 und die Nachtbuslinie N11 (Station Güterplatz). Die Metrobuslinie M46 (Hauptbahnhof – Römerhof) hält am Güterplatz, am Platz der Einheit und an der Den Haager Straße in unmittelbarer Nähe des Skyline Plazas. Derzeit wird die U-Bahn-Linie U5 ebenfalls ins Europaviertel verlängert und soll später unter anderem die Station Güterplatz am Skyline Plaza bedienen (Fertigstellung vsl. 2025).